# Giuditta Scorcelletti
Giuditta Scorcelletti (Pistoia, 1976) è una cantante italiana, specializzata nel repertorio tradizionale toscano.

## Biografia
Laureatasi nel 2000 a Firenze con una tesi in geo-antropologia, inizia a fare ricerche sui canti popolari e le tradizioni della montagna pistoiese sotto la guida dell'antropologo Alessandro Fornari. Dal 2004 al 2014 svolge l'attività di artista di strada.
Nel 2004 produce il suo primo album Canti toscani chitarra e voce, che riceverà un'ottima recensione sul giornale statunitense Sing Out! (winter 2005). Seguiranno, nel 2006 e 2007, altre due autoproduzioni: Antologia di canti popolari toscani e Canto, una raccolta di cover e canti popolari italiani e internazionali (tra i quali Geordie e Volver a los 17 di Violeta Parra).
Nel 2010 co/produce con il chitarrista e arrangiatore Alessandro Bongi e l'etichetta toscana RadiciMusicRecords il disco Coscine di pollo, una raccolta di filastrocche e ninne nanne toscane, che include la cover Tristeza, canzone interpretata nel 1967 da Mercedes Sosa.
Nel 2012 allestisce lo spettacolo musicale Astronave Terra, basato su sei filastrocche di Gianni Rodari da lei musicate e produce l'album colonna sonora. Nel 2013, suonando per strada, incontra il compositore e produttore inglese Michael Hoppé con il quale inizia una collaborazione che sfocerà nella realizzazione dell'album Nightingale, una raccolta di ballate scritte da Michael Hoppé e dal paroliere David George e arrangiate e incise da Alessandro Bongi e Giuditta Scorcelletti. L'album sarà candidato nel 2015 ai Grammy, nella categoria Folk.  Nel 2016, durante un Tour nel Sud d’Italia, Giuditta viene definita sulla Gazzetta del Mezzogiorno, “l’erede italiana di Joan Baez”.
Nell’ottobre 2017 arriva in finale al Premio internazionale di World Music “Andrea Parodi”, esibendosi sul palco dell’Auditorium di Cagliari e aggiudicandosi il premio per la migliore interpretazione. Nel 2018 partecipa a Folkest, il più importante festival folk italiano. Sempre nel 2018 pubblica il suo album tributo a Violeta Parra, “A Violeta”, inciso e presentato nel 2017 in occasione del centenario della nascita della cantante cilena e realizzato in coppia con Maurizio Geri; segue un breve tour di presentazioni nelle case dei sostenitori del progetto.
Nel 2018/2019 prende parte al progetto “Pescia canta popolare”, dedicato ai canti popolari della Valdinievole, partecipando all’omonimo spettacolo andato in scena al teatro Pacini di Pescia nel maggio 2018 con la regia di Orlando Forioso e con il coinvolgimento di 150 bambini delle scuole primarie. Nel febbraio 2020 esce per Squilibri Editore il libro “Da voce a voce” sui canti tradizionali della Valdinievole, con allegato il CD omonimo contenente una raccolta di canti tratti dalle ricerche sul campo di Maria Chiara Papini (autrice del libro) e dalle raccolte ottocentesche di Carlo Nardini. Il CD è stato realizzato da Giuditta Scorcelletti e Alessandro Bongi, che ne ha curato anche le registrazioni. È attualmente impegnata in un progetto dedicato alle raccolte di Francesca Alexander (Tuscan Songs, Roadsides songs of Tuscany), che la vede impegnata nello studio e nella rielaborazione dei canti della Montagna Pistoiese e della Toscana in genere e nell’approfondimento di figure femminili come quella di Beatrice Bugelli, la poetessa pastora.

## Discografia
- 2002 - Canti toscani
- 2005 - Antologia di canti popolari toscani
- 2007 - Canto
- 2011 - Coscine di pollo. Trastulli, filastrocche e ninne nanne di Toscana (con Alessandro Bongi)
- 2012 - Astronave Terra. Testi: Gianni Rodari, musiche: Giuditta Scorcelletti
- 2015 - Nightingale
- 2019 - A Violeta. Tributo a Violeta Parra (con Maurizio Geri)
- 2020 - Da voce a voce (libro + CD - con Alessandro Bongi)